# 銀昆高速道路
銀昆高速道路（ぎんこんこうそくどうろ、簡体字: 银昆高速公路）は、中華人民共和国の国家高速道路網を構成し、路線番号はG85である。寧夏回族自治区銀川市を起点とし、重慶市、内江市、宜賓市、昭通市を経由し、昆明市を終点とする全長2322kmである。

## 経路
- 重慶市区間：全線開通
- 四川省区間：全線開通

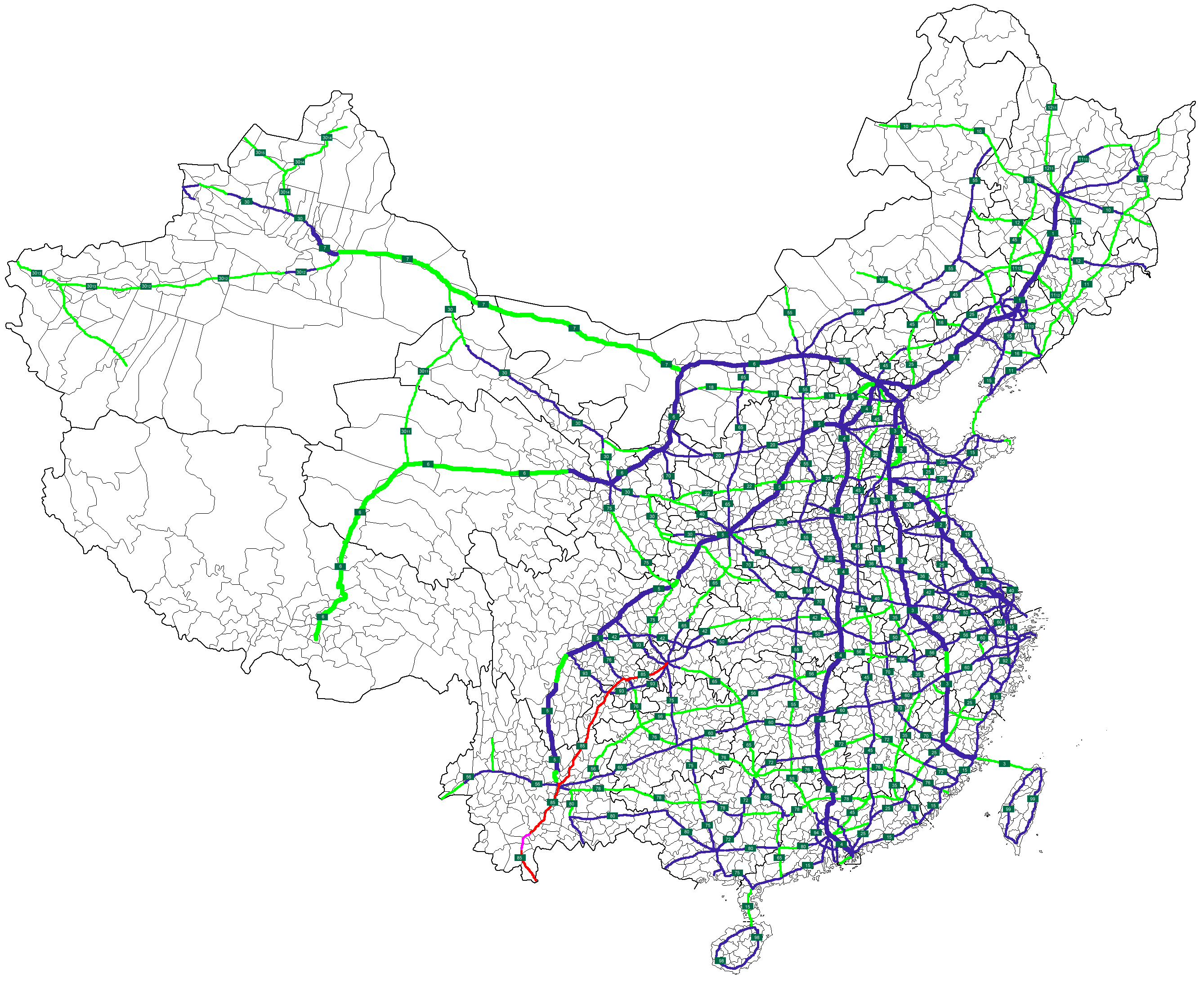
渝昆高速道路(供用中) 渝昆高速道路(建設・計画中)
その他の高速道路(供用中) その他の高速道路(建設・計画中)

- 雲南省区間：全線開通、うち麻柳湾－会沢区間は二級道路、待補－功山区間も二級道路。